# Chenay-le-Châtel
Chenay-le-Châtel é uma comuna francesa na região administrativa de Borgonha-Franco-Condado, no departamento Saône-et-Loire. Estende-se por uma área de 31,08 km². Em 2010 a comuna tinha 380 habitantes (densidade: 12,2 hab./km²).